# Chudčice
Chudčice (in tedesco Chutschitz) è un comune della Repubblica Ceca facente parte del distretto di Brno-venkov, in Moravia Meridionale.